# کارنیفکس
کارنیفکس (انگلیسی: Carnifex) یک گروه دث‌کور آمریکایی از شهرستان سن دیگو، کالیفرنیا است که در سال ۲۰۰۵ شکل گرفت.